# London School of Economics
A London School of Economics and Political Science, conhecida pela sigla LSE  (em português: Escola de Economia e Ciência Política de Londres) é uma universidade pública britânica, sendo uma unidade constituinte da Universidade de Londres. Foi fundada em 1895 pelos membros da Fabian Society, Sidney Webb, Beatrice Webb, Graham Wallas e George Bernard Shaw. É amplamente reconhecida como uma das melhores universidades do mundo nas áreas de economia e política. A universidade oferece muitos diplomas, incluindo o TRIUM Global Executive MBA.
A edição de 2015 do QS World Rankings indica que a escola está entre as dez melhores do mundo em 11 das 12 áreas avaliadas.[carece de fontes?] Em 2013, 2014 e 2015, o mesmo ranking colocou a LSE como a segunda melhor do mundo no campo das ciências sociais, atrás apenas de Harvard, e quarta geral em termos de reputação entre empregadores. A universidade possui treze departamentos entre os dez melhores do mundo, ocupando a terceira posição nos rankings em Ciência Política, Geografia, Comunicação & Estudos Midiáticos e em Política Social. Alguns dos mais importantes pensadores do mundo do campo da política, direito, economia, filosofia, antropologia, negócios, mídia e literatura passaram pela escola, como George Bernard Shaw, Karl Popper, Anthony Giddens, B. Malinowski, E. Leach, Friedrich Hayek e John Hicks. A LSE já teve entre alunos e professores 16 prêmios Nobel, ao menos 37 líderes mundiais, 6 vencedores do Prêmio Pulitzer e diversos membros da British Academy.

## História
A London School of Economics juntou-se à Universidade de Londres em 1900. Seus primeiros diplomas foram concedidos em 1902. Atualmente, a LSE também é membro do Russell Group, do 1994 Group, da Association of Professional Schools of International Affairs (APSIA) e da European University Association.
A universidade está localizada em uma área central histórica de Londres, conhecida como Clare Market. Tem cerca de 9 500 alunos em tempo integral, procedentes de 140 países, e aproximadamente 3 000 funcionários. e uma receita total de £ 263,2 milhões em 2012/13, dos quais £ 23,7 milhões foram gastos em pesquisas. A escola é organizada em 24 departamentos acadêmicos e 19 centros de pesquisa. A biblioteca da LSE, a British Library of Political and Economic Science, tem mais de quatro milhões de volumes, 60 000 volumes de revistas científicas e 29 000 e-books, e é tida como a maior em sua área de especialidade.

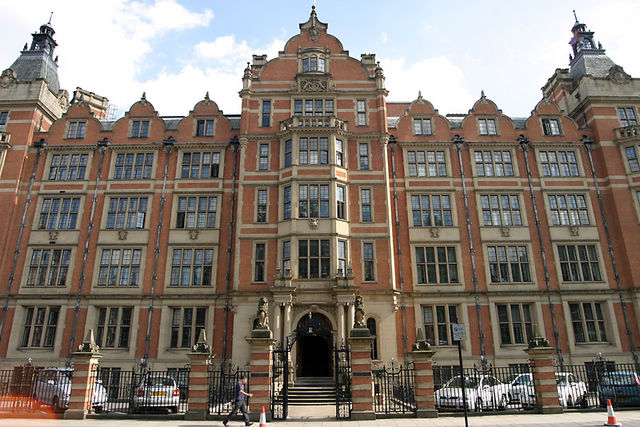
O 32 Lincoln's Inn Fields, prédio do departamento de economia.

A LSE é considerada a principal universidade especializada nas ciências sociais do mundo. A qualidade do trabalho desenvolvido pela LSE é reconhecida por diversas métricas. O Research Excellence Framework, iniciativa do governo britânico concluída em 2014 para avaliar instituições acadêmicas, colocou a LSE como a universidade com a maior proporção de "world-leading research" no Reino Unido. Seu prestígio é evidenciado também nos principais rankings mundiais de universidades realizados por empresas privadas.
A edição de 2015 do QS World Rankings indica que a escola está entre as dez melhores do mundo em 11 das 12 áreas avaliadas. Em 2013, 2014 e 2015 o mesmo ranking colocou a LSE como a segunda melhor do globo no campo das ciências sociais (atrás de Harvard) e quarta geral em termos de reputação entre empregadores. Já a última edição da Times Higher Education considera a LSE como a décima primeira melhor universidade no ramo das ciências sociais, a vigésima segunda em relação a reputação global e a trigésima quarta no ranking universal.
No Reino Unido, os principais rankings a colocam normalmente com a terceira melhor, atrás apenas de Oxford e Cambridge.
Na avaliação mais recente do QS World Rankings, realizada em 2017, a LSE consta como a trigésima quinta melhor universidade do mundo no ranking global e a segunda melhor no ranking especializado das Ciências Sociais e Administração, atrás apenas da Universidade de Harvard. A universidade possui treze departamentos entre os 10 melhores do mundo, ocupando a terceira posição nos rankings em Ciência Política, Geografia, Comunicação & Estudos Midiáticos e em Política Social & Administração; a quarta posição em Antropologia e em Sociologia; a quinta posição em Economia, Contabilidade & Finanças e em Sociologia do Desenvolvimento; a sétima posição em História e em Direito; e a nona posição em Filosofia e em Negócios & Estudos Administrativos.
A universidade já emitiu um comunicado em 2012 denunciando um suposto favorecimento nos rankings globais de grandes universidades que oferecem maior diversidade de departamentos, especificamente nas áreas de Ciências Naturais, Tecnologia, Engenharia e Matemática, em detrimento de universidade menores e especializadas em outras áreas, como é o caso da LSE. Tal fato justificaria a dificuldade da universidade de se posicionar competitivamente em rankings internacionais não-especializados.
Alguns dos mais importantes pensadores do mundo do campo do direito, economia, filosofia, negócios, mídia, literatura e antropologia passaram pela escola, como George Bernard Shaw, Karl Popper, Anthony Giddens, Friedrich Hayek, John Hicks e Bronislaw Malinowski.  
A London School of Economics já teve entre alunos e professores 16 prêmios Nobel, ao menos 37 líderes mundiais, 6 vencedores do Pulitzer Prize e diversos membros da British Academy.